# Fantova budova Hlavního nádraží
Výpravní budova architekta Josefa Fanty je součástí hlavního nádraží v Praze a spolu s přilehlou halou nad nástupišti tvoří největší secesní památku v Česku. V roce 1976 bylo hlavní nádraží zapsáno mezi nemovité kulturní památky a od 1. listopadu 1993 je součástí městské památkové zóny Vinohrady, Žižkov a Vršovice.
Budova vznikla mezi lety 1901–1909 a k odbavování cestujících sloužila až do otevření nové podzemní haly 1. července 1977, což společně s vybudováním magistrály způsobilo výrazné odříznutí budovy od pohybu cestujících. Od roku 2012 probíhá postupná rekonstrukce a restaurování s cílem navrátit budově původní vzhled a doplnit nové možnosti využití.
Historická odjezdová hala a hlavní vstup do budovy v současnosti slouží cestujícím, kteří přestupují na autobusy dálkové dopravy nebo linky Airport Express. V prostorách bývalých pokladen vznikla v 90. letech 20. století kavárna, na památku architekta nazvaná Fantova kavárna. Kulturní sál ve 2. patře budovy je sídlem divadelního souboru ProDivadlo. Původnímu účelu stále slouží salonky pro významné hosty, které jsou několikrát do roka přístupné v rámci komentovaných prohlídek. Interiéry i exteriéry Fantovy budovy jsou využívány také filmaři.

## Historie

### Vznik nádraží a předchozí budova

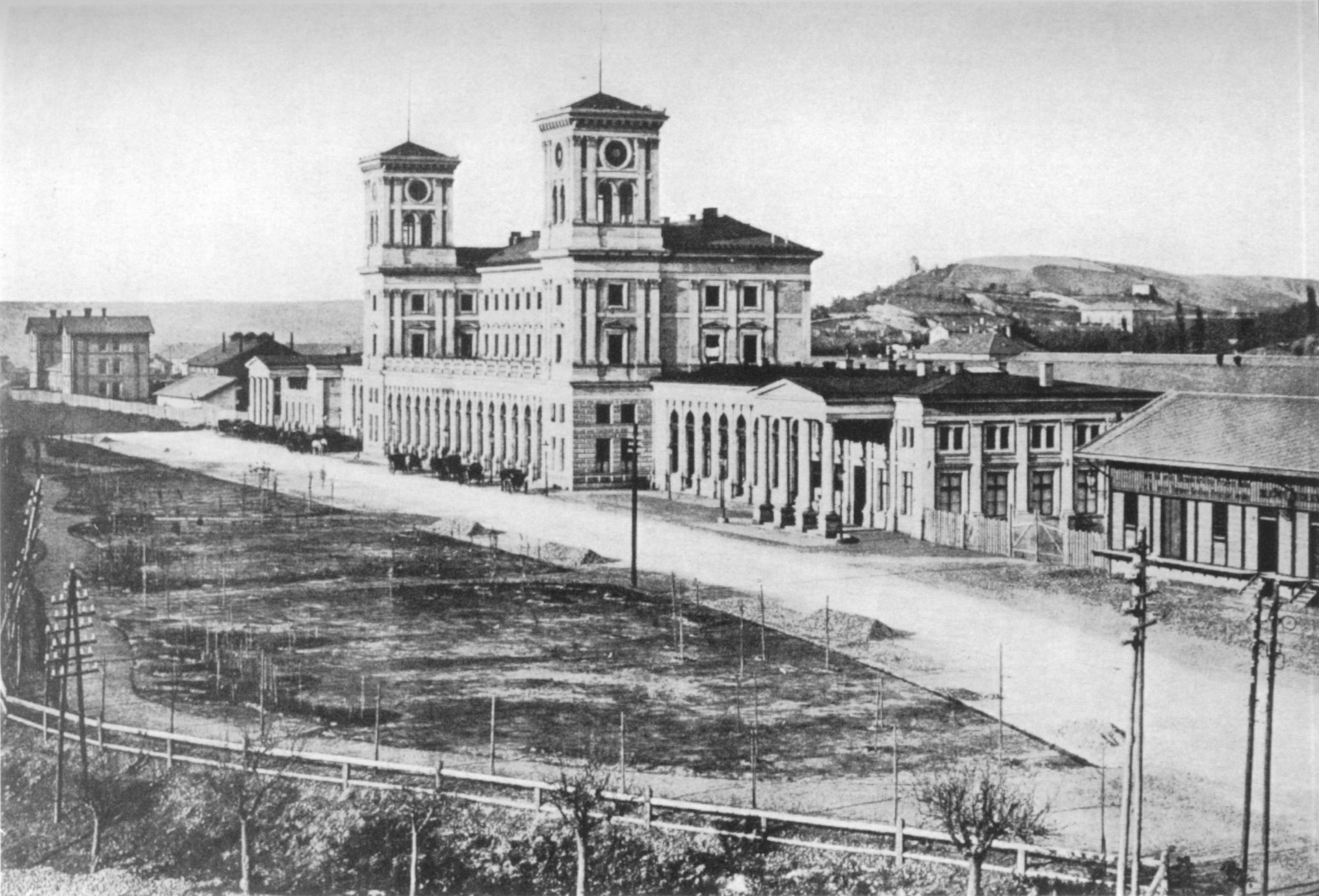
Původní novorenesanční budova z roku 1870, pro svou honosnost přezdívaná zámecké nádraží

Fantova budova vznikla na místě původní výpravní budovy, postavené v letech 1869–1871 podle návrhu Vojtěcha Ignáce Ullmanna a Antonína Viktora Barvitia v novorenesančním slohu. 150 metrů dlouhá stavba se dvěma věžemi, halou s kazetovým stropem, restaurací, kancelářemi a 22 dveřmi vedoucími na nástupiště s mozaikovou dlažbou si vysloužila přezdívku zámecké nádraží. Siluetu hlavní částí budovy zvýrazňovaly na severní i jižní straně hranolové věže s hodinami. K hlavní části přiléhala po obou stranách boční dvoupatrová křídla opatřená antickými portiky s dórskými sloupy, kam zajížděly kočáry. Kolejiště bylo původně nezakryté.
Před nově vystavěným nádražím byl v roce 1871 založen Velký park, později pojmenován Městský velký park (od roku 1913 známý jako Vrchlického sady).
Původní budova včetně kolejiště kvůli prudkému rozvoji železniční dopravy brzy přestala vyhovovat, a proto došlo již v roce 1892 k rozšíření kolejiště a následně v roce 1898 vypracovalo Ředitelství státních drah v Praze projekt na celkovou přestavbu nádraží, který byl počátkem roku 1899 schválen ministerstvem železnic. 

### Stavba nové budovy a haly nad nástupišti (1901–1909)
Roku 1899 byla vyhlášena architektonická soutěž na novou budovu pražského hlavního nádraží, které se zúčastnili profesoři z pražské Umělecko-průmyslové školy Jiří Stibral a Jan Kotěra, Rudolf Kříženecký, architekt Václav Roštlapil a Josef Fanta, jehož návrh zvítězil.

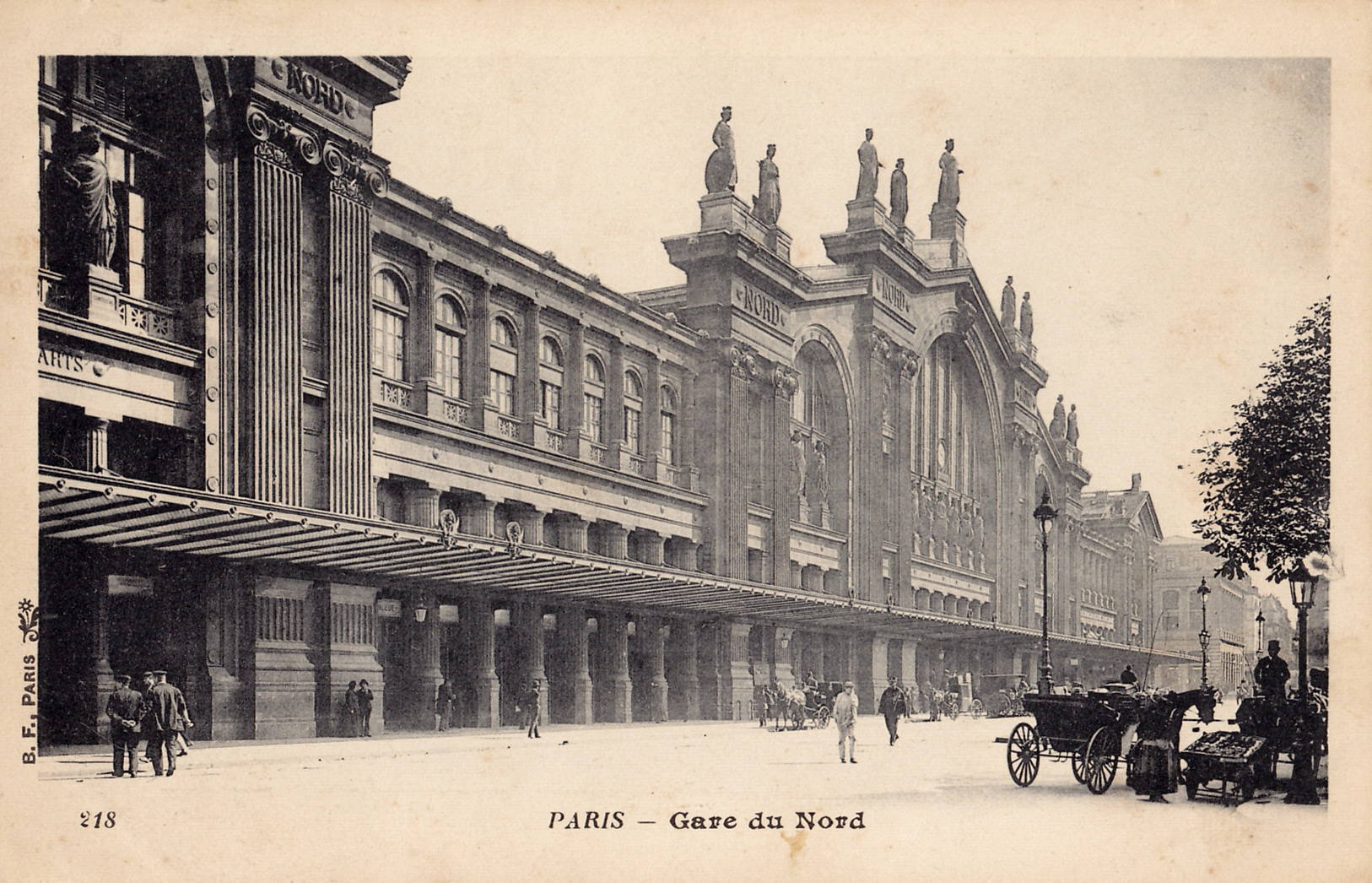
Pařížské Severní nádraží (Gare du Nord) kolem roku 1900

Fantův návrh byl svým hmotovým rozložením (ústřední hala s bočními křídly) inspirován Severním nádražím v Paříži, které bylo ve 2. polovině 19. a začátkem 20. století vzorem pro mnoho evropských nádraží. Fanta si dal podmínku, že spolupracující výtvarníky si vybere sám, a zvolil pouze české umělce, což vyvolalo protesty pražských Němců. Hlavními autory sochařské výzdoby se stali Stanislav Sucharda a Ladislav Šaloun.
Stavba nové budovy v secesním slohu započala pod vedením firmy Čeňka (Vincence) Gregora 30. června 1901 a byla dokončena roku 1909. Výstavba probíhala po etapách za plného provozu, původní zámecké nádraží bylo postupně rozebíráno a nahrazováno novou budovou. Zbytek jižního křídla původní výpravní budovy zůstal zachován a po dokončení Fantovy budovy byl využíván přibližně dalších 20 let, než byl přestavěn do modernější podoby.
Při přestavbě nádražního komplexu došlo také k rozšíření kolejiště, nástupiště byla nově s budovou propojena podchody (do té doby se k vlakům chodilo přes koleje) a v listopadu 1901 vypsalo Ředitelství státních drah veřejnou soutěž na konstrukci haly (dvorany) nad nástupišti. O zakázku se ucházelo 6 zájemců – strojírny Breitfeld, Daněk a spol. v Karlíně, Vítkovické železárny, Ignaz Grindl ve Vídni, R. Ph. Wagner ve Vídni, společnou nabídku podalo sdružení Českomoravská továrna na stroje v Praze, Bratři Prášilové a spol. v Praze, Pražská akciová strojírna, Škodovy závody v Plzni a mostárna Samuela Bondyho sídlící v Praze-Bubnech. Jako dodavatel byla zvolena Bondyho firma, která dříve zhotovila také zastření pro nástupiště Karlovarského nádraží.
Autorem návrhu haly byl inženýr Jaroslav Marjanko, po jeho smrti práci převzal inženýr Rudolf Kornfeld. Montáž dvojlodní ocelové haly začala 1. srpna 1905 a byla dokončena roku 1906. Na výstavbu se spotřebovaly 2 tisíce tun oceli, 1,2 milionu nýtů, 18 tisíc m² zinkového plechu a přes 200 kusů skleněných tabulí.

Hotové nádraží utvořilo jeden architektonický celek, kromě budovy a haly byly v secesním provedení také prvky drobné architektury jako zábradlí u vstupu do podchodů a mobiliář nástupišť. Na novém nádraží cestujícím sloužily velkoryse pojaté čekárny a dvě restaurace, v přepychově zařízených saloncích pro významné hosty čekali na vlak například Tomáš Garrigue Masaryk, Thomas Alva Edison, Le Corbusier, Charlie Chaplin a také Fidel Castro nebo Kim Ir-sen.

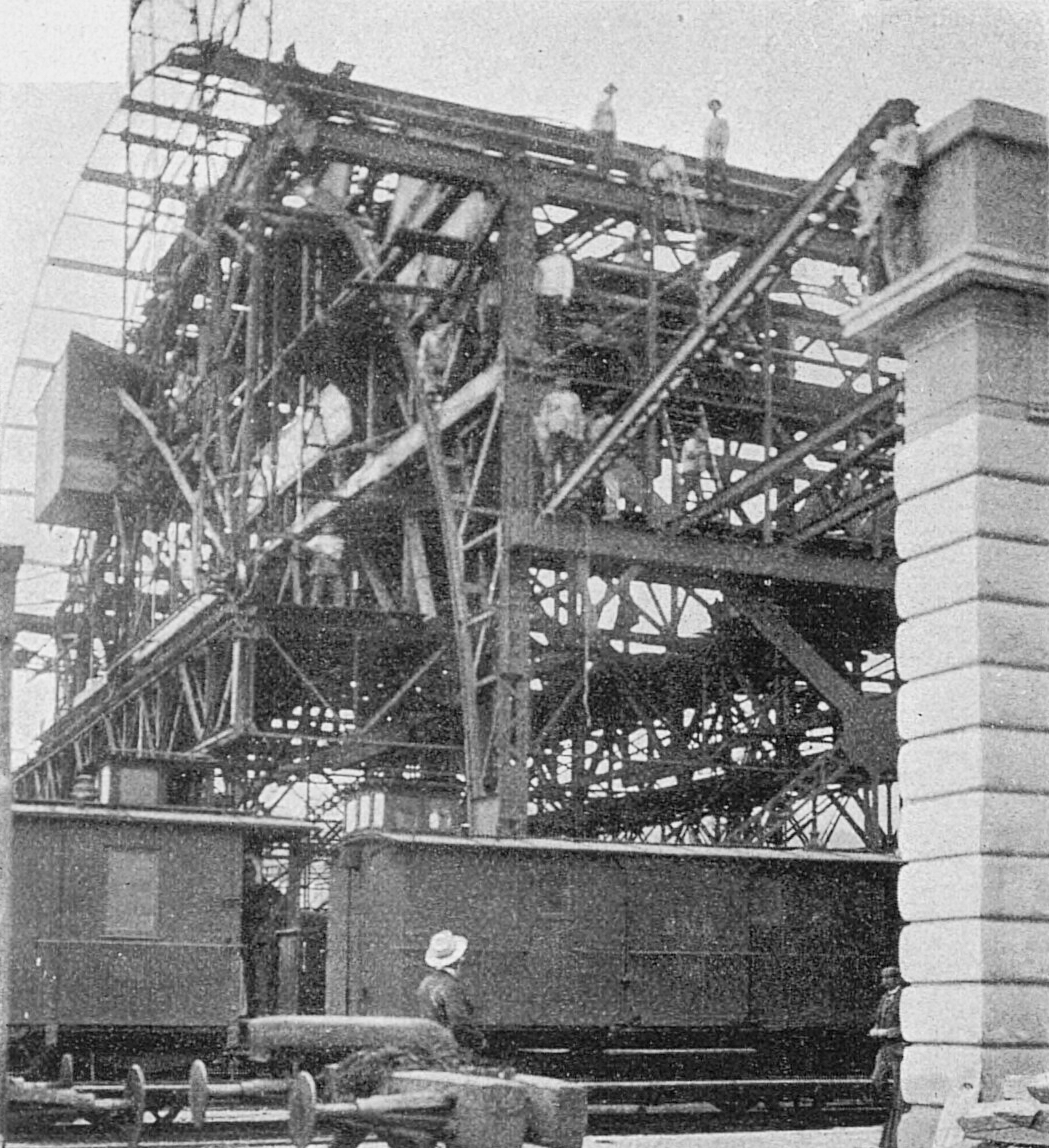
Stavba haly nad kolejištěm v roce 1906
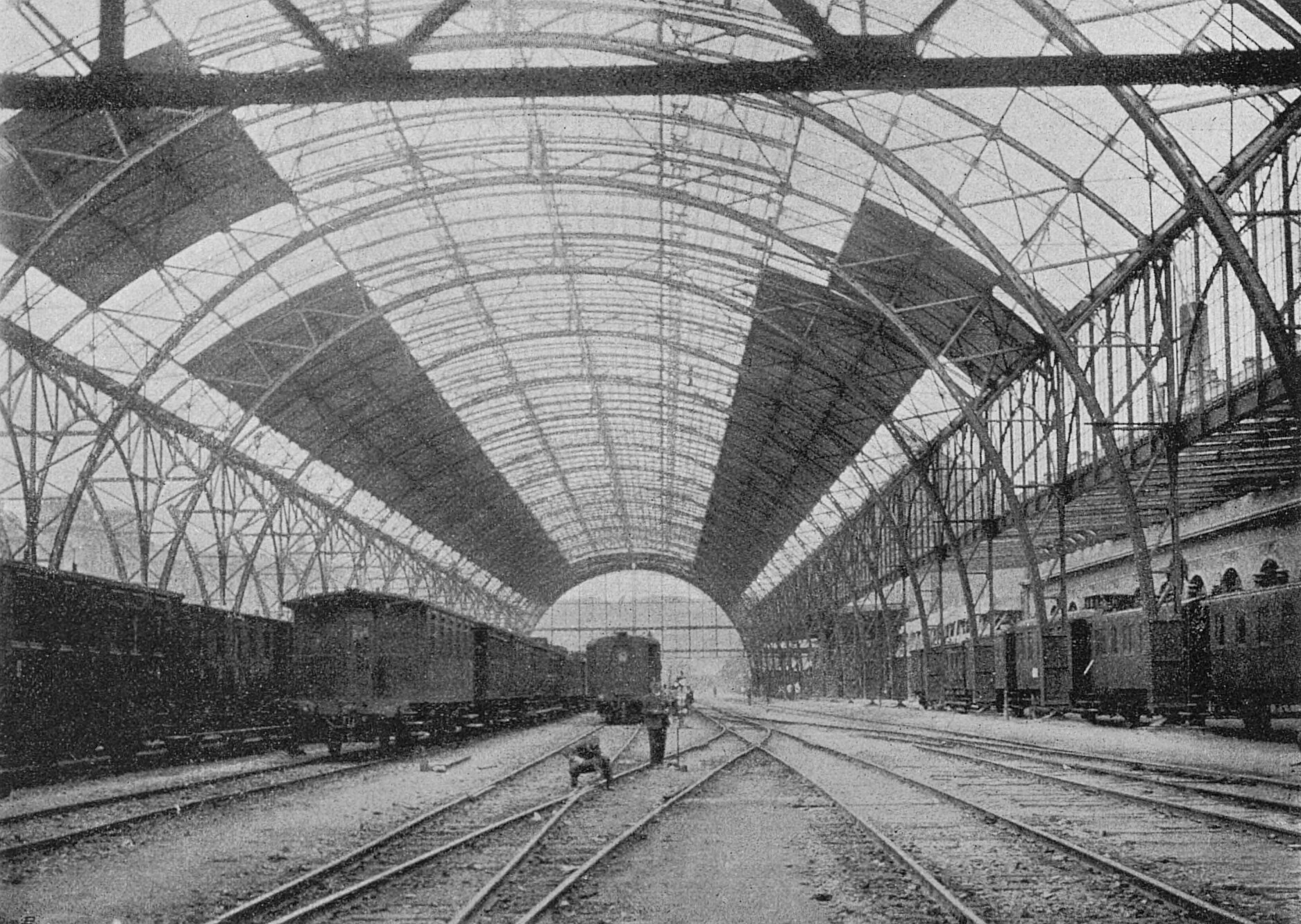
Stavba haly nad kolejištěm v roce 1906
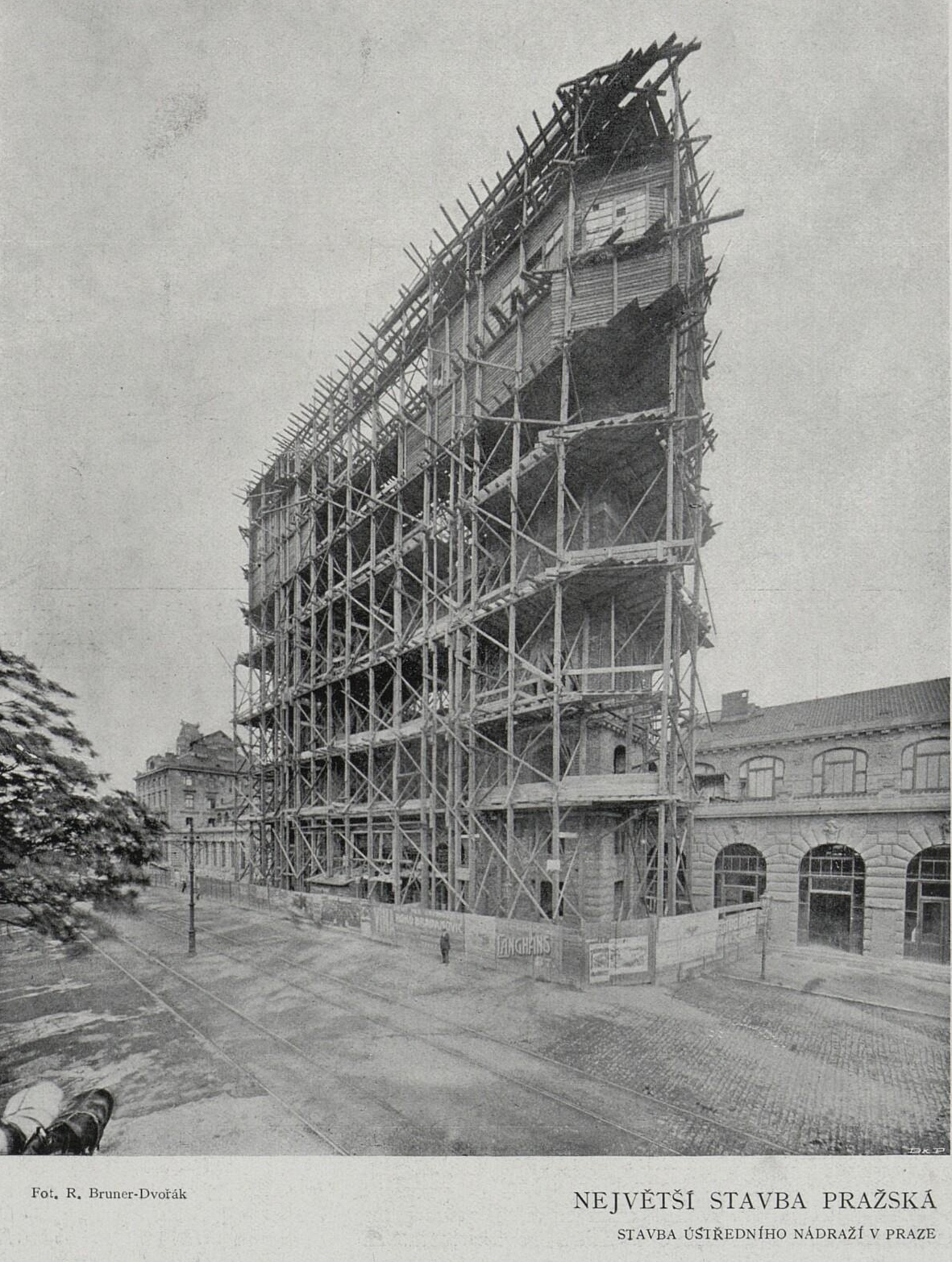
Probíhající práce na stavbě centrální části nové výpravní budovy v roce 1907
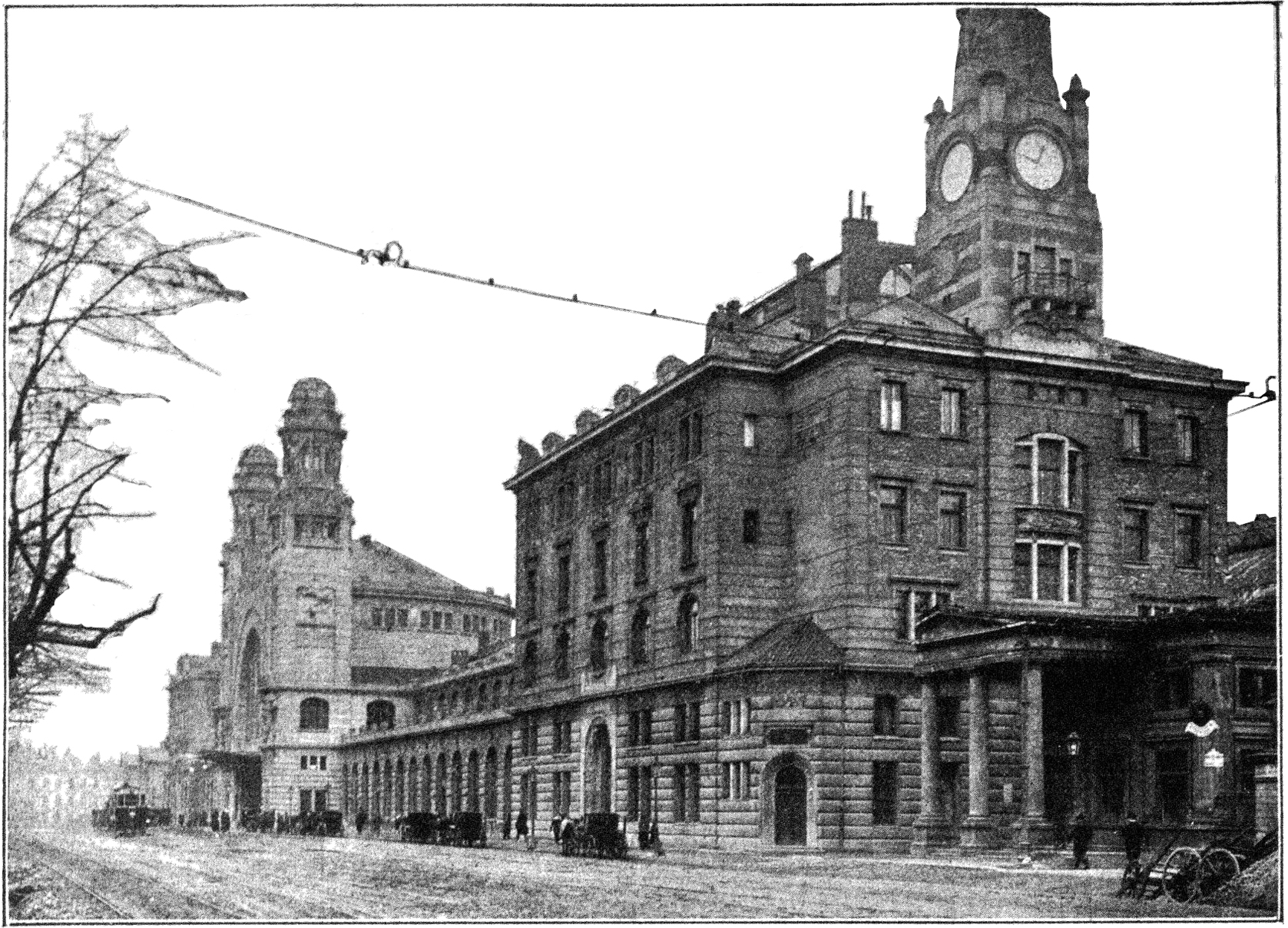
Nová nádražní budova v roce 1909
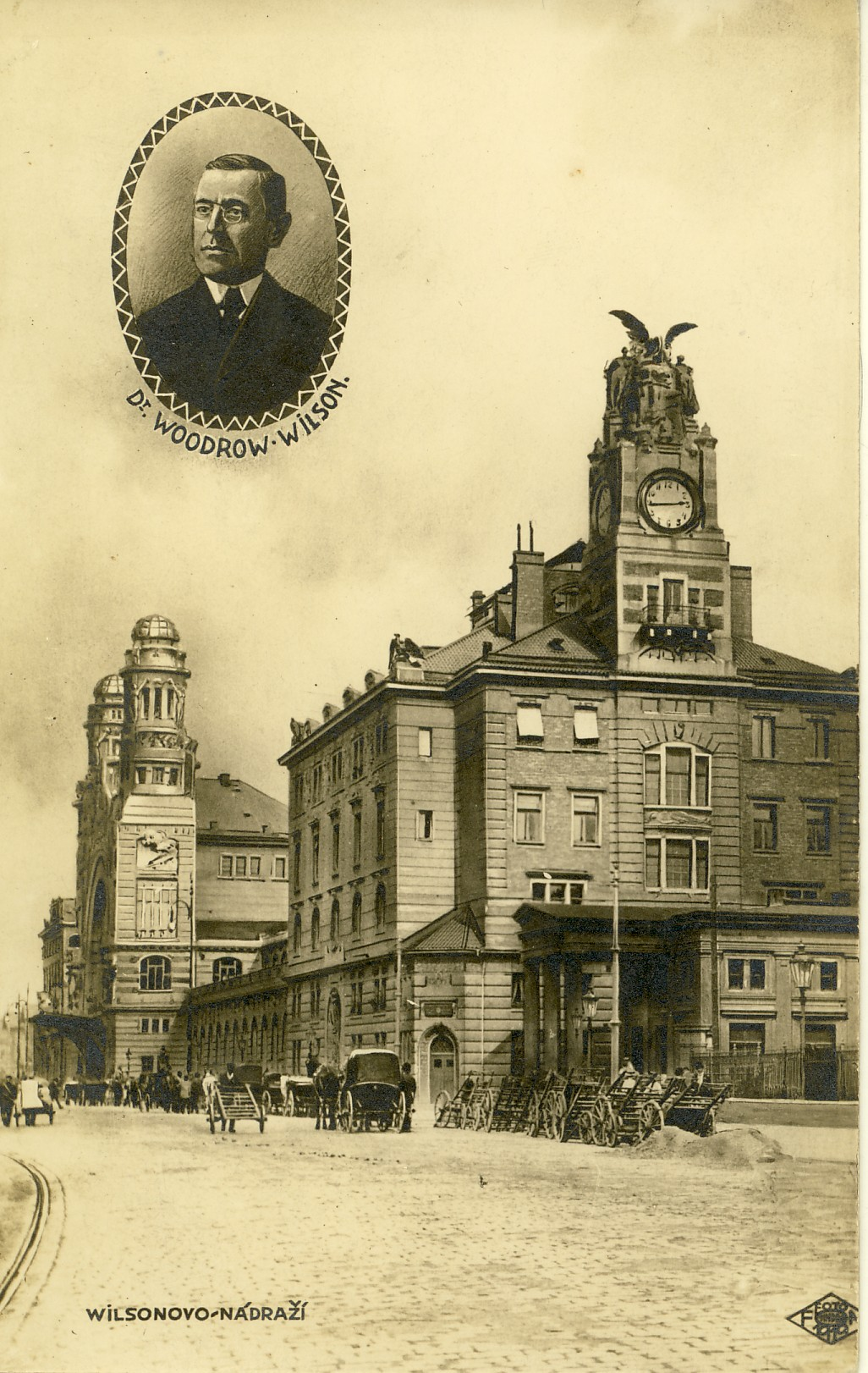
Nová nádražní budova mezi lety 1918–1925. V popředí vpravo lze ještě vidět pozůstatky zámeckého nádraží.

### Stavba nového vestibulu a magistrály (1967–1979) a následující období
Po druhé světové válce a proražení druhého a třetího tunelu ve 40. letech 20. století byla zpracována řada studií přestavby nádraží v souvislosti se zvýšením jeho kapacity. Na nich se podílel zejména Josef Danda. V roce 1948 připravili Josef Danda a Antonín Bloman studii předpokládající rozšíření kolejiště do prostoru historické budovy a její náhradu novostavbou. V letech 1948–1956 vznikly další návrhy (autoři Josef Danda, Cyril Suk, kolektivy projektových ústavů SUDOP a Stavoprojekt). V roce 1950 se konala soutěž na celkové řešení ústředního nádraží počítající už s podzemní dráhou. Začátkem 60. let proběhla interní soutěž v SUDOP (v níž vznikly návrhy od architektů Homoláče a Reitermana, Jaroslava Otruby, Josefa Dandy). V roce 1965 byla vypsána veřejná soutěž, v níž zvítězil návrh kolektivu Eugen Kramár, Berty Hornemy, J. Gerstbrein, navrhující zrušení historické budovy. Roku 1970 byla vypsána vyzvaná architektonická soutěž na řešení odbavovací haly, v níž ve 2. kole zvítězil návrh architektů Jana Šrámka, Jana Bočana a Aleny Šrámkové, který nakonec byl realizován. V roce 1976 rozhodl Odbor kultury Národního výboru hlavního města Prahy na návrh pražského střediska státní památkové péče a ochrany přírody, že objekt čp. 300 (Fantova budova) je nemovitou kulturní památkou a zapisuje se do státního seznamu nemovitých kulturních památek.
Následkem otevření nové odbavovací haly 1. července 1977 a stavbou Severojižní magistrály, která vede po její střeše, ztratila Fantova budova část svých funkcí a byla téměř odříznuta od pohybu cestujících. Údajně byla po stanovení konečné trasy magistrály ohrožena samotná existence budovy a hrozila demolice, podobně jako v případě těšnovského nádraží, ale před bouráním stavbu zachránil status kulturní památky.
V následujících letech budova postupně zevnitř i zvenku chátrala, její fasáda byla vystavena ohromným emisím od statisíců projíždějících aut. Zanedbaná fasáda a čelní stěny haly nad nástupišti se až do rekonstrukce využívaly k umístění velkoplošné reklamy, což vyvolalo kritiku. V prostorách bývalých pokladen byla počátkem 90. let otevřena Fantova kavárna s pochybnou pověstí a v jiné části budovy mohutný bazar s oděvy. Stále však byly příležitostně využívány salonky, které dál plnily svou funkci.

### Noví vlastníci, dohoda s Grandi Stazioni a rekonstrukce (počátek 21. století)

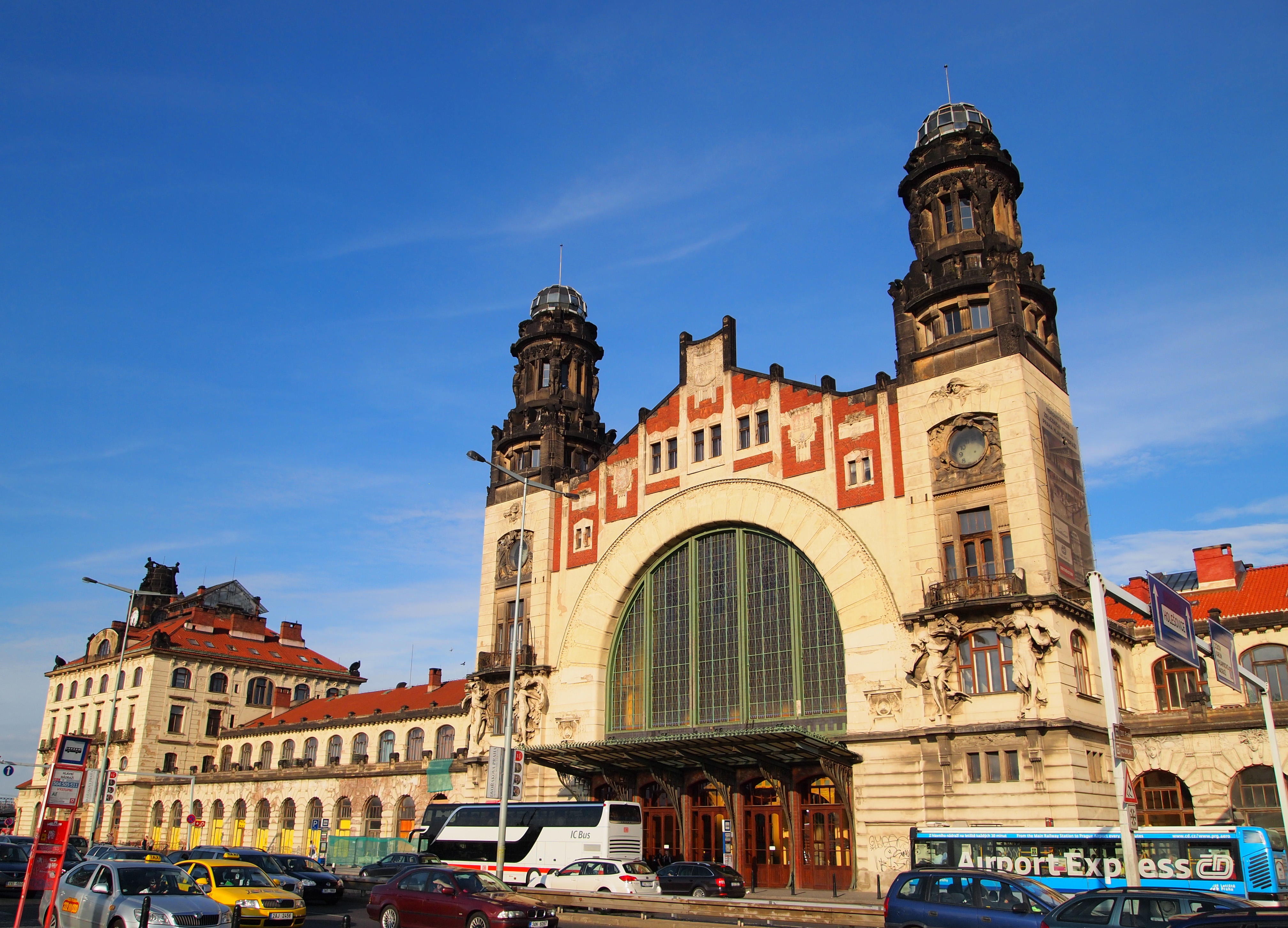
Severní křídlo a hlavní průčelí Fantovy budovy při pohledu od Magistrály, stav před rekonstrukcí

V roce 2003 byla nádraží v Česku majetkově rozdělena mezi České dráhy, kterým zůstaly budovy včetně 1. nástupišť a Správu železniční dopravní cesty, které získaly kolejiště včetně zbývajících nástupišť. Památkově chráněné objekty budovy a ocelové haly hlavního nádraží se tím pádem rozdělily mezi dva vlastníky, kteří do kompletního převodu nádraží pod SŽDC v roce 2016 prováděli rekonstrukční práce do jisté míry nezávisle na sobě.
Vlastník Fantovy budovy, kterým byly až do roku 2016 ČD, uzavřel v roce 2003 dohodu se společností Grandi Stazioni. Na základě této dohody měla česká pobočka italské společnosti provést rekonstrukci nové i starší nádražní budovy a po provedené rekonstrukci dostat nádraží do dlouhodobého pronájmu. Smlouva počítala se zahájením prací na Fantově budově záhy po dokončení rekonstrukce podzemní odbavovací haly. Do vypovězení smlouvy s Grandi Stazioni v roce 2016 stihl rekonstrukcí projít vnějšek i vnitřek středové části Fantovy budovy.
SŽDC měla do roku 2016 v majetku halu nad nástupišti bez části nad 1. nástupištěm. V letech 2008 a 2009 v rámci přestavby kolejiště a nástupišť 1–4 opravila havarijní stavy a odvodnění a mezi lety 2014 a 2017 provedla celkovou rekonstrukci haly, díky převodu nádraží již včetně přístřešku nad 1. nástupištěm.

#### Rekonstrukce středové části
Obnova a restaurování interiéru středové části budovy (odjezdové haly) probíhaly od roku 2012 do prosince 2013, kompletně opravená středová část byla znovuotevřena v roce 2014. Výzdoba kopule byla pečlivě zrestaurována a vrátila se i původní medová barva omítky. Podle dochovaných fotografií a nálezových situací proběhlo restaurování dřevěných stěn pokladen, vitráží, štukové výzdoby, kování, dveří, oken a dalších prvků. Byly zhotoveny repliky chybějících prvků, mj. levého portálu směrem na první nástupiště, čímž byla obnovena symetrie haly. Na dochovanou dlažbu před pokladnami navázala replika původní keramické dlažby, při jejíž výrobě se vycházelo z původních výkresů Josefa Fanty.

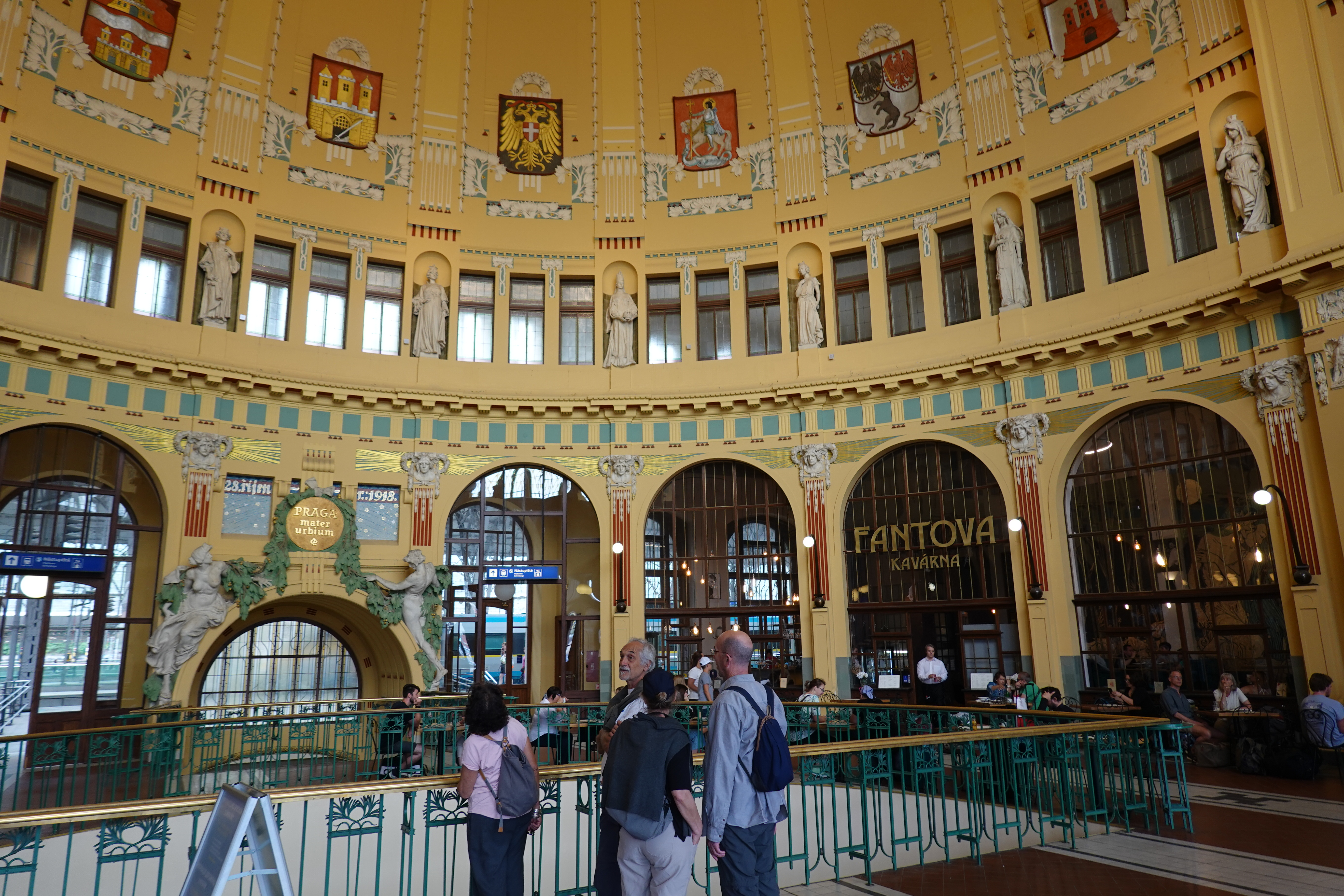
Zrekonstruovaná středová kupole a Fantova kavárna

Kavárenské činnosti se od roku 2015 ujal indický řetězec Café Coffee Day, kavárna svým vybavením odkazuje ke známým kouskům designérů 20. století, např. křesla připomínají Barcelonu od Ludwiga Miese van der Rohe, jimiž je vybavena i brněnská vila Tugendhat.
V roce 2016 byla na středové části budovy opravena střecha a čelní fasáda včetně štukové a sochařské výzdoby a dvou pískovcových věží, které po odstranění znečištění a směsi asfaltu a cementu ze spár mezi kameny získaly výrazně světlejší barvu.

#### Rekonstrukce a nové využití zbytku budovy
Rekonstrukci potřebují obě boční křídla budovy, vnitřní prostory i opadávající či zcela zničené venkovní fasády. Kvůli nedodržení termínů SŽDC roku 2016 rozvázala spolupráci s Grandi Stazioni a představila záměr zahájit druhou etapu oprav v roce 2019. Celkové náklady byly odhadnuty na 730 milionů Kč, z toho 210 milionů na renovaci vnějšku a 520 na renovaci a přestavbu interiéru. Veškeré veřejně přístupné prostory by měly být uvedeny do původního stavu, ostatní by měly získat podobu odpovídající jejich budoucímu využití. Cílem revitalizace je vrátit Fantově budově funkční využití a vybudovat atraktivní cíl pro cestující i necestující veřejnost.
V roce 2011 se objevil návrh umístit do Fantovy budovy cyklus obrazů Slovanská Epopej secesního malíře Alfonse Muchy, avšak roku 2017 bylo rozhodnuto vybudovat pro Epopej zcela nové výstavní prostory v lokalitě bývalého těšnovského nádraží.

#### Rekonstrukce haly nad nástupišti
Od 30. října 2014 do září 2017 probíhala rekonstrukce dvojlodní haly nad nástupišti 1–4. Práce byly rozděleny do dvou investičních projektů a z organizačních důvodů do několika etap, aby se minimalizovalo množství vyloučených kolejí a nástupišť. Rekonstrukce zahrnovala opravu korozních a statických narušení nosné konstrukce, výměnu poškozených dílů za repliky, repasi a přesklení všech světlíků a výměnu střešní krytiny. Konstrukce byla vyčištěna od starých nátěrů a opatřena třívrstvým antikorozním nátěrem. Několik částí konstrukce se muselo kvůli současným normám statické únosnosti zcela vyměnit (například vaznice pod světlíky a díly poškozené korozí). Rekonstrukce maximálně respektovala historickou podobu, přesto musely být učiněny kompromisy – původní zastřešení vlnitými plechy bylo nahrazeno trapézovými, protože vlnité plechy v požadovaném provedení již nebyly dostupné. Nové díly už nebyly nýtovány, ale sešroubovány na míru vyrobenými nýtovými šrouby a uzavřenými maticemi tak, aby co nejlépe odpovídaly původnímu vzhledu a pozici nýtů (klasické nýtování za tepla bylo použito pouze výjimečně). Rekonstrukce kladla důraz na zlepšení světelných podmínek uvnitř haly.

#### Rekonstrukce krajních křídel
Od roku 2021 do roku 2023 probíhala rekonstrukce severního křídla Fantovy budovy. Rekonstrukce vnitřních prostor přímo navázala na obnovu fasády a střechy Fantovy budovy. První etapa zahrnovala obnovu historických interiérů kulturních sálů a přilehlých prostor v prvním patře a mezaninu. Byly obnoveny secesní malby a štuková výzdoba, původní vitráže, keramické mozaiky, dřevěné rámy oken a dveří, dřevěné obložení a podlahy. Zrekonstruované prostory severní části jsou od roku 2024 přístupné veřejnosti.
Druhá etapa rekonstrukce se zaměří na interiéry ve vyšších patrech severního křídla a jižní křídlo a měla by být hotová v závěru roku 2026. Investiční náklady na obě etapy by měly dosáhnout asi 779 milionů korun.

## Popis

### Budova
Rozsáhlá nádražní budova průjezdového typu má jedno podzemní a sedm nadzemních podlaží a je výrazně symetricky členěná. 
Dominantní je střední část podkovovitého půdorysu s odjezdovou halou a pokladnami (v jejichž prostorách vznikla v 90. letech kavárna), v patře zaklenutá mohutnou kupolí. Průčelí střední části je sevřeno dvěma nárožními pískovcovými věžemi, výrazným prvkem průčelní fasády je půlkruhové okno s vitrážemi, na které dole plynule navazuje hlavní vchod do budovy.
Do stran vybíhají nižší spojovací křídla s přízemní arkádou zakončenou bočními pavilony. V křídlech byly umístěny dvě restaurace různých cenových hladin, reprezentační sál a velkoryse pojaté čekárny a salonky pro významné hosty, které se při zvláštních příležitostech stále používají, případně jsou pronajímány pro komerční účely (typicky tiskové konference).
Původní dvoupatrový prostor čekárny pro cestující 1. a 2. třídy byl v padesátých letech 20. století necitlivě přestavěn na dvě patra a byl využíván jako nocležna a kanceláře. Rekonstrukce dle původních Fantových plánů obnovila bohatou stropní štukovou výzdobu a původní zdobnou výmalbu, vrátila prostoru secesní půvab a umožnila vznik kavárny Foyer Café, která je přístupná z 1. nástupiště a z centrální části hlavního nádraží, ale také přímo ze severního podchodu.

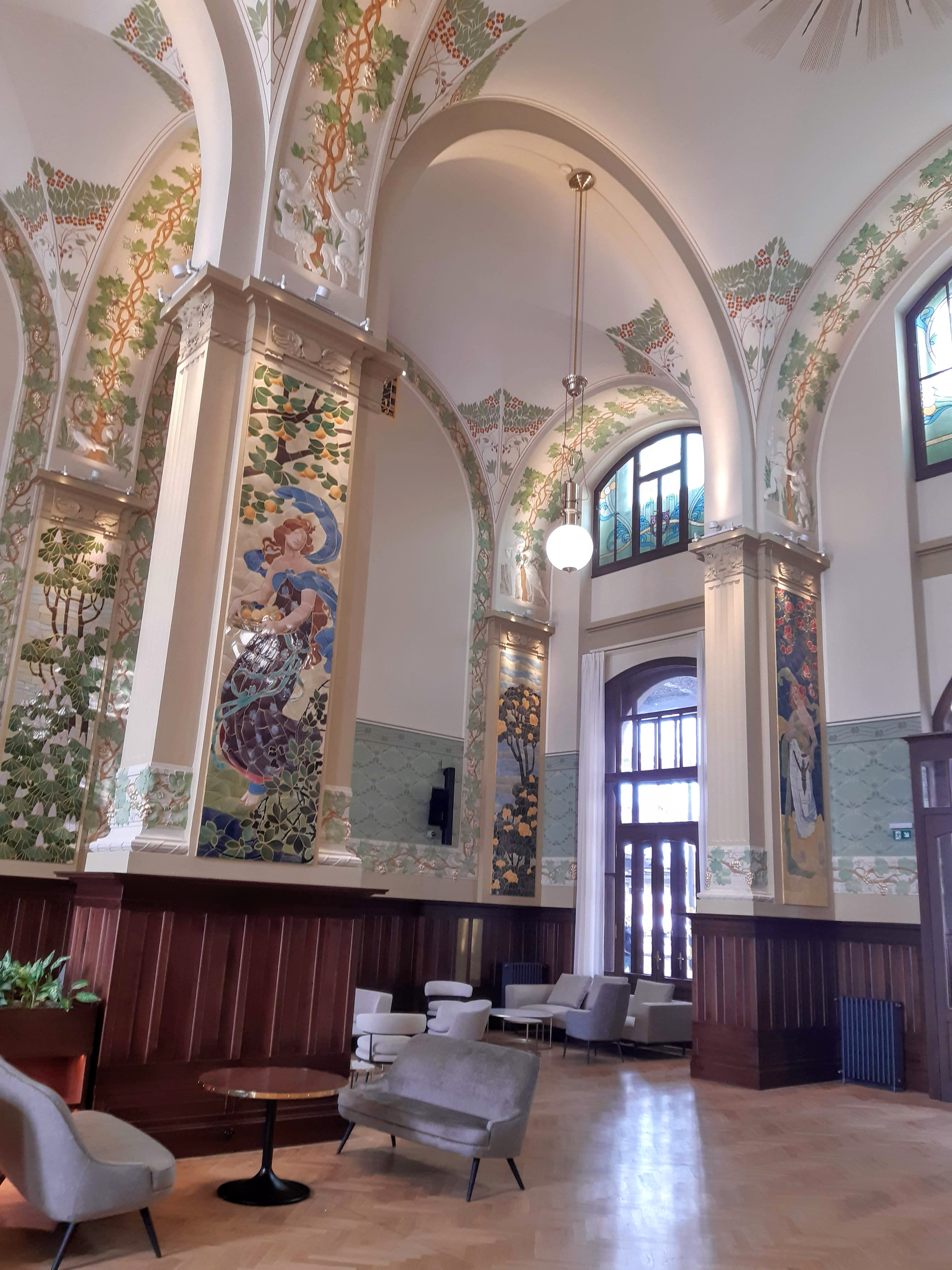
Sloupový sál

Fantův sál s vysokými stropy, replikou dobových hodin a historickou výmalbou o celkové výměře 356 m² slouží jako multifunkční prostor pro pořádání kulturních a společenských akcí, v minulosti zde byla restaurace 1. a 2. třídy. Při rekonstrukci zde byl pod nánosy maleb na stěně odhalen zlacený státní znak z doby první republiky. Sousední sloupový sál s bohatou štukovou výzdobou sloužil původně jako čekárna a restaurace 3. třídy. Podařilo se obnovit původní keramické mozaiky a barevné vitráže se secesním motivem. Čtyři ženské postavy na hlavních pilířích znázorňují roční období. Kulturní sály spojuje s centrální částí nádraží bohatě zdobená chodba s replikami dobových světel,  restaurovanými štuky a florální výmalbou.
Koncové pavilony jsou čtyřpodlažní, v jednom je císařský salonek s původním vybavením. Císařský (prezidentský) salonek má kapacitu 50 hostů, velký salon dokonce 180. Budova od počátku disponovala také kancelářemi.

### Hala nad nástupišti

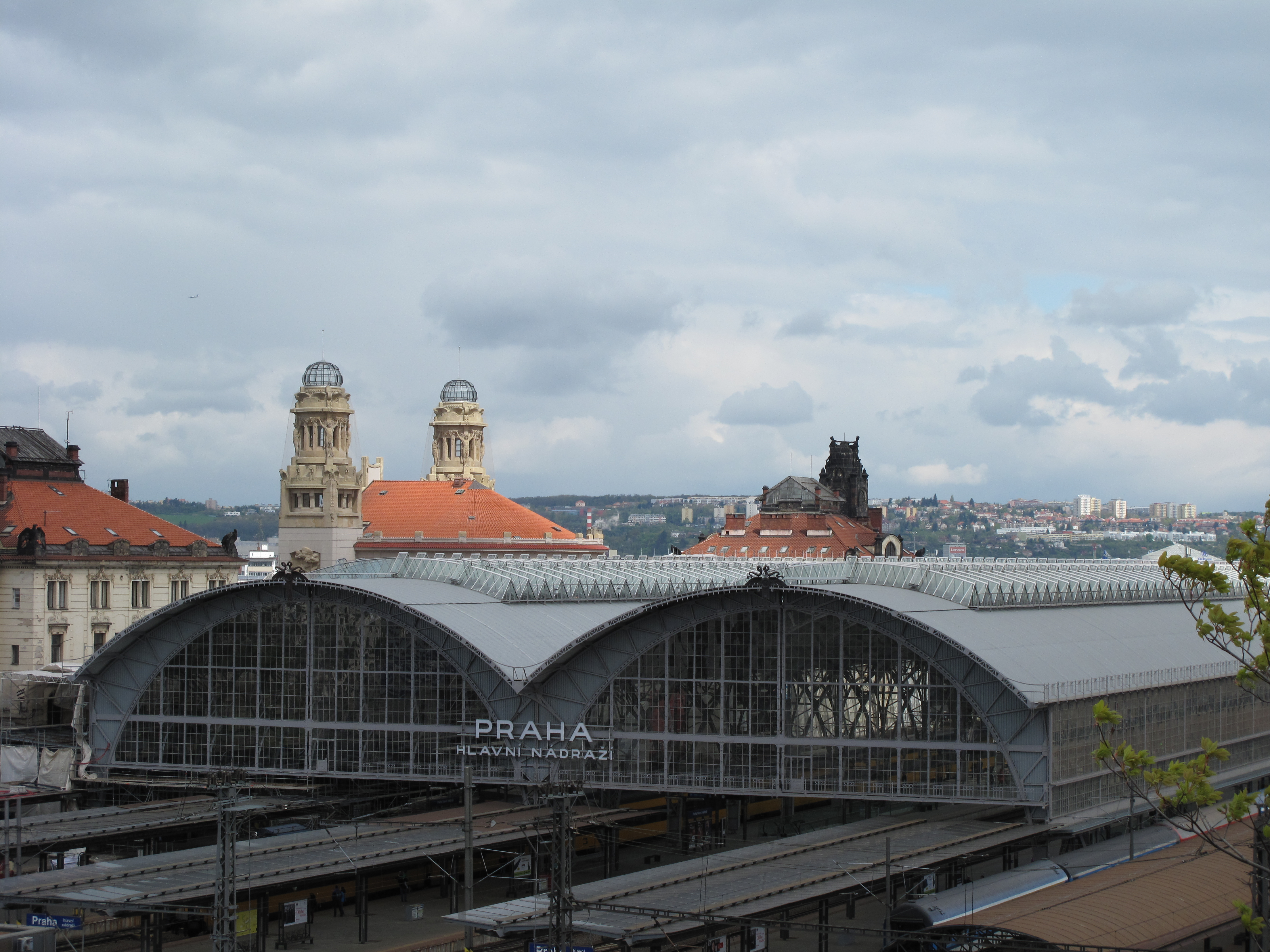
Detail zrekonstruované haly nad nástupišti a zrekonstruované střední části Fantovy budovy v roce 2017

Na budovu navazuje dvoulodní oblouková hala o rozpětí 2 × 33,3 m, výšce 18 m a délce 233 m, která původně zastřešovala všechna nástupiště (až do otevření nových nástupišť 5–7 v roce 1994). V současnosti zastřešuje nástupiště 1–4, nástupiště 1A je mimo hlavní zastřešení vysunuto k vinohradskému zhlaví stanice a nástupiště 5–7 mají vlastní zastřešení, které svým obloukovým tvarem odkazuje na konstrukci haly.
Hala je nýtované ocelové konstrukce se střechou původně tvořenou vlnitým plechem (od rekonstrukce v letech 2014–2017 plechem trapézovým) se skleněnými světlíky a nese řadu ozdobných prvků a zábradlí. V ozdobném secesním provedení byly i nedochované prvky uvnitř haly, např. zábradlí u vstupu do podchodů na nástupištích. Původní zábradlí i mobiliář nástupišť byly ale ve 40. letech nahrazeny při přestavbě kolejiště v návaznosti na výstavbu 2. vinohradského tunelu a při poslední přestavbě kolejiště mezi lety 2008–2009 byly instalovány nové prvky podle návrhu Patrika Kotase.

### Nová odbavovací hala
V listopadu 2023 byly zveřejněny výsledky architektonické soutěže Nový Hlavák. Vítězem se stalo dánské studio Henning Larsen Architects, jehož návrh počítá s demolicí větší části nové odbavovací haly nádraží ze 70. let a výstavbou dřevěné střešní konstrukce na jejím místě. Ministerstvo kultury poté uvedlo, že nová odbavovací hala je přístavbou historické Fantovy budovy, a proto se jí rovněž týká památková ochrana. Vítězný návrh tak není realizovatelný. Proveditelný by byl jen v případě, že by památková ochrana byla sňata.
Vyjádření ministerstva kultury rozporovala Správa železnic. Na jaře 2022, když soutěž začínala, vše konzultovala s Národním památkovým ústavem a odborem památkové péče magistrátu. Budova nové odbavovací haly nebyla podle ní zapsaná ani v ústředním seznamu kulturních památek.